# Okileucauge tibet
Okileucauge tibet är en spindelart som beskrevs av Zhu, Song och Zhang 2003. Okileucauge tibet ingår i släktet Okileucauge och familjen käkspindlar. Inga underarter finns listade i Catalogue of Life.